# Fanny Boucher
Fanny Boucher, née Stéphanie Boucher en 1976 est une artiste maître d'art héliograveur française.

## Formation et carrière
Fanny Boucher est diplômée de l’École Estienne (ESAIG) en 1998. De 1998 à 2000, elle se forme auprès de Jean-Daniel Lemoine, spécialiste des procédés photomécaniques du XIXe siècle. Elle fonde en 2000 l’Atelier Hélio’g spécialisé dans l’héliogravure au grain situé à Meudon, redonnant vie à un savoir-faire sur le point de disparaître,. En effet, la technique de l'héliogravure, n'était plus enseignée nulle part, et ne se transmet que de maître à élève. Pendant une dizaine d'années, elle ne trouve pas de clientèle intéressée par son travail, mais en 2019, sa clientèle est internationale ;  moins d'une dizaine d'artisans dans le monde possèdent ce savoir-faire.
En 2015, elle reçoit le titre de Maître d’art,. 
Elle participe à l’exposition Wonder Lab consacrée aux maîtres d’art français et organisée au musée national de Tokyo en 2017 puis au musée national de Chine en 2019[source secondaire souhaitée],.
En 2020, elle reçoit le Prix Liliane Bettencourt pour l'intelligence de la main, dans la catégorie « Talents d’exception » pour Arboris une composition murale de 2 mètres de hauteur représentant un arbre et formée de 72 héliogravures dont 49 sont les matrices en cuivre sur lesquelles les photographies ont été transférées,,,.

## Publications
- La lumière en héritage, éditions des Cendres, 2019, 91 p.  (ISBN 2-86742-290-6).

## Distinctions
- 2022  Chevalière de la Légion d'honneur[13].